# Evolvulus serpylloides
Evolvulus serpylloides är en vindeväxtart som beskrevs av Carl Daniel Friedrich Meisner. Evolvulus serpylloides ingår i släktet Evolvulus och familjen vindeväxter. Inga underarter finns listade i Catalogue of Life.